# Apple Public Source License
Apple Public Source License (APSL) — это свободная лицензия и лицензия на программное обеспечение, с которой Apple выпустила Darwin и другое программное обеспечение.
Первая версия Apple Public Source License была утверждена Open Source Initiative (OSI). Версия 2.0, выпущенная 29 июля 2003 г., также утверждена как лицензия на свободное программное обеспечение Free Software Foundation (FSF) который считает приемлемым для разработчиков работать над проектами, которые уже подпадают под действие этой лицензии. Однако FSF рекомендует разработчикам не выпускать новые проекты под этой лицензией, поскольку частичное копилефт несовместимо с GNU General Public License и позволяет связывать файлы, выпущенные полностью как proprietary software. Лицензия требует, чтобы, если какие-либо производные исходного источника были выпущены извне, их источник должен быть доступен; Фонд свободного программного обеспечения сравнивает это требование с аналогичной лицензией GNU Affero General Public License.
Многие выпуски программного обеспечения от Apple уже перелицензированы под более либеральным Apache License, такие как Bonjour, Zeroconf.